# Балебісхеві
Балебісхеві (груз. ბალებისხევი) — село в Грузії.
За даними перепису населення 2014 року в селі проживає 54 особи.